# 马塞尔·勒庞
马塞尔·勒庞（法語：Marcel Lepan，1909年12月14日—1953年3月10日），法国男子赛艇运动员。他曾代表法国参加1924年夏季奥林匹克运动会赛艇比赛，获得男子四人单桨有舵手银牌。